# Die Überflüssigen (Film)
Die Überflüssigen ist ein deutsches Spielfilmdrama von Aleksandra Kumorek, das am 11. Juni 2007 erstmals ausgestrahlt wurde.

## Handlung
Deutschland im Jahre 2020: Dreiviertel der arbeitsfähigen Bevölkerung wurde zu „Überflüssigen“ erklärt – menschlicher Ballast, den die hochproduktive Gesellschaft nicht mehr braucht. Die deutsche Wirtschaft blüht indes weiter, einige wenige „Produktive“ bescheren den Firmen Rekordgewinne. China und Indien sind die neuen Boomländer, in die Millionen von verarmten Europäern auswandern, denn alles ist besser, als zu den Heerscharen von Überflüssigen zu gehören.
Was fängt man mit seinem Leben an, wenn man mit Anfang 20 schon „überflüssig“ ist? Die 22-jährige Zoe möchte als Zimmermädchen nach Shanghai auswandern. Doch plötzlich wird ihre Freundin Clara verhaftet und Zoe wird vorgeladen von der „Abteilung für Innere Sicherheit“. Denn es gibt auch Widerstand unter den Überflüssigen und Zoe muss sich entscheiden, wo sie steht.

## Kritiken
- „Ein pointierter Kontrapunkt zu den allgemeinen aufschwungstrunkenen Wachstumsprognosen“ (Christopher Keil, Süddeutsche Zeitung vom 11. Juni 2007)

- „Aleksandra Kumorek gelang es mit am besten mit geringem Budget auch optisch ein überzeugendes Science-Fiction-Szenario zu kreieren und dazu mit großartigen Schauspielern eine spannende Geschichte zu erzählen.“ (Petra Fürst, Mediendienst Juni 2007)

## Hintergrund
Ausgestrahlt wurde der Film im Rahmen der ZDF-Fernsehreihe Agenda 2020 – Wie werden wir leben? am 11. Juni 2007.

## Auszeichnungen
- „Prix Genève Europe Writing Bursary“ der European Broadcasting Union (EBU)

## Einzelnachweis
1. ↑  Agenda 2020 – Wie werden wir leben? ZDF, abgerufen am 7. August 2018.